# Chateaux (groupe)
Pour les articles homonymes, voir Château (homonymie).
Chateaux est un groupe britannique de heavy metal, originaire de Leicester, en Angleterre.

## Histoire
Le groupe est formé à l'origine sous le nom de Stealer vers 1981 par le guitariste Tim Broughton, le bassiste Alex Houston et le batteur Andre Baylis. Ils sont sélectionnés par le tout nouveau Ebony Records pour figurer sur leur compilation Metal Maniaxe de 1982, changeant leur nom en Chateaux et contribuant au titre Young Blood ; à l'époque, le bassiste Alex Houston assurait le chant, et le titre sort plus tard en single par Ebony, accompagné de Fight to the Last. 1983 voit la sortie du premier album du groupe, Chained and Desperate, toujours sur Ebony Records, produit par Daryl Johnson, avec au chant Steve Grimmett, ex-Medusa et alors membre de Grim Reaper. Pour des raisons inconnues, le groupe insiste sur le fait que l'apparition de Grimmett était simplement celle d'un invité, lui permettant de rester concentré sur Grim Reaper. La pochette est réalisée par Garry Sharpe-Young de MusicMight, Martin Popoff, dans son Collector's Guide to Heavy Metal, décrit l'album comme « surfant sur la même ambiance mystérieuse que les premiers albums de Reaper, Diamond Head, Savage, et Witchfinder General, Chained and Desperate combine l'intégrité, le chant et la crasse d'une manière rarement vue en dehors des limites de ces premiers maîtres britanniques. Un chaudron tourbillonnant de bruit glorieux. 9/10. »
Seul le guitariste et compositeur principal Broughton reste à la sortie du deuxième album de Chateaux, Fire Power (Ebony, 1984). Le bassiste et chanteur Krys Mason (ex-Confessor) et le batteur Chris Dadson (ex-Wolfbane, Sam Thunder et Aragorn) remplacent Baylis et Houston. Le deuxième album est moins bien accueilli que le premier, Eduardo Rivadavia d'AllMusic remarquant que « le deuxième [album était] étonnamment simple et peu remarquable en comparaison » et Popoff commentant que « la concentration sur l'écriture des chansons est perdue, le vacarme garage singulier des débuts se transformant en excursions OTT et en flirt avec les structures AOR. » Le groupe connait un nouveau déclin avec la sortie de leur troisième album, Highly Strung (1985), et les mauvaises ventes ainsi que la réticence du groupe à tourner en dehors de leur région locale conduisent à la séparation du groupe. Néanmoins, Sanctuary Records réédite les trois albums et le premier single sous la forme d'une double compilation Fight to the Last en 2003. 

## Discographie
- 1982 : Young Blood / Fight to the Last (single vinyle)
- 1983 : Chained and Desperate (LP, Ebony)
- 1984 : Fire Power (LP, Ebony)
- 1985 : Highly Strung (LP, Ebony)
- 2003 : Fight to the Last (compilation, Sanctuary)